# 大艾萨克灯塔
大艾薩克燈塔（英語：Great Isaac Lighthouse）是巴哈馬大艾薩克礁上的一座燈塔。始建於1851年，位于国境西隅、比米尼群島東北偏北約32公里，與美国佛罗里达州隔海相望，只能乘船抵達。燈塔高約46公尺。该灯塔也與其他11座灯塔一道，以“巴哈马群岛的历史灯塔”之名列入巴哈马世界文化遺產的預備名單中，巴哈马政府亦曾发行印有该灯塔的纪念邮票。
在19世紀的巴哈馬群島海域，因缺乏灯塔，往来当地的船舶多发生触礁事故，因此航運界相關人士懇求统治巴哈马的英國人增加当地的海上導航設施。英帝國燈塔服務随即设计了这座灯塔，而巴哈马民众则负责建造、管理这座灯塔，確保國際船舶安全駛離珊瑚礁和沙洲。在1920至1930年间，帝國燈塔服務對所有燈塔的设备進行了更新，在灯塔上安装配備了菲涅耳透鏡、罩式燃燒器、石油蒸汽燃燒器等。帝國燈塔服務檢查員每半年從巴哈马首府拿騷的基地前往该燈塔進行一次檢查。巴哈马獨立後，燈塔的監管權移交給巴哈馬港務局和巴哈馬皇家國防軍，此后，巴哈马政府继续更新了该灯塔的设备、並致力于令其运转自动化。
1969年8月4日，人們發現該灯塔的兩名看守失踪，至今仍下落不明。一些百慕達三角理論的信徒聲稱，這兩名看守是被百慕達三角神秘力量吞噬而失踪的。然而，1969年的颶風記錄顯示，1969年的第一場颶風—颶風安娜於8月1日至2日從大艾薩克島附近經過，到8月4日，颶風已經深入大西洋，造成了较大的破坏，因此有学者认为灯塔的看守是可能因飓风造成的海难身亡。